# Ariphrades
Ariphrades é um gênero de traça pertencente à família Arctiidae.